# Arenas de Iguña
Arenas de Iguña – gmina w Hiszpanii, w prowincji Kantabria, w Kantabrii, o powierzchni 86,82 km². W 2011 roku gmina liczyła 1792 mieszkańców.